# Grumo Nevano
Grumo Nevano är en ort och kommun i storstadsregionen Neapel, innan 2015 provinsen Neapel, i regionen Kampanien i Italien. Kommunen hade 17 939 invånare (2017).